# Professor T. (Britse televisieserie)
Professor T. is een Britse televisieserie over professor T. (Ben Miller), een geniale criminoloog met OCS die lesgeeft aan de Universiteit van Cambridge en zijn hulp verleent aan de lokale politie bij het oplossen van misdrijven. Deze televisieserie is een bewerking van de Belgische televisieserie met dezelfde naam, en in deze televisieserie worden veel dezelfde namen gebruikt. 
De première vond in het Verenigd Koninkrijk plaats op 3 juni 2021 op Britbox (een streamingdienst van BBC) en op 18 juli 2021 op ITV. In de Verenigde Staten vond de première plaats op 11 juli 2021 op PBS. In Nederland wordt de eerste seizoen uitgezonden door Disney+. Op 6 oktober 2021 werd aangekondigd dat de televisieserie verlengd wordt met een tweede seizoen. Dit ging op 16 september 2022 in première. In januari 2023 werd een derde serie aangekondigd; in februari 2024 een vierde serie; en in februari 2025 een vijfde serie.

## Verhaal
Professor Jasper Tempest "T." (Ben Miller) is een geniale criminoloog met OCS die op eigen wijze lesgeeft aan de Universiteit van Cambridge. DS Lisa Donckers (Emma Naomi) heeft in het verleden les gekregen van professor T., en roept zijn hulp in bij een lastige zaak. De professor heeft in het verleden ook een relatie gehad met de hoofd van de politie, DCI Christina Brand (Juliet Aubrey). Doordat de professor een eigen werkwijze heeft, roept dit toch wel een weerstand op bij de rest in het politiekorps. Buiten zijn werk- en politietijd moet de professor ook zijn moeilijke relatie met zijn moeder onderhouden.

## Rolverdeling

### Hoofdrollen
- Ben Miller - Professor Jasper Tempest
- Emma Naomi - als DS Lisa Donckers
- Barney White - als DS Dan Winters
- Andy Gathergood - als DI Paul Rabbit
- Sarah Woodward - als Ingrid Snares
- Juliet Aubrey - als DCI Christina Brand
- Frances de la Tour - als Adelaide Tempest

### Terugkerende rollen
- Douglas Reith - als De Decaan
- Juliet Stevenson - als dr. Helena Goldberg (seizoen 2)

## Afleveringen
| Seizoen | Aantal afleveringen | Originele uitzenddatum              |  |
| ------- | ------------------- | ----------------------------------- |  |
| 1       | 6                   | 18 juli 2021 – 22 augustus 2021     |  |
| 2       | 6                   | 16 september 2022 – 28 oktober 2022 |  |
| 3       | 6                   | 27 maart 2024 – 1 mei 2024          |  |

## Seizoen 1
| Aflevering | Titel                | Regisseur | Schrijver                      | Uitzenddatum Verenigd Koninkrijk | Kijkers VK x 1 miljoen |
| ---------- | -------------------- | --------- | ------------------------------ | -------------------------------- | ---------------------- |
| 1          | Anatomy of a Memory  | Dries Vos | Matt Baker & Malin-Sarah Gozin | 18 juli 2021                     | 5,41                   |
| 2          | A Fish Called Walter | Dries Vos | Matt Baker & Malin-Sarah Gozin | 25 juli 2021                     | 4,72                   |
| 3          | Tiger Tiger          | Dries Vos | Matt Baker & Malin-Sarah Gozin | 1 augustus 2021                  | 4,48                   |
| 4          | Mother Love          | Dries Vos | Matt Baker & Malin-Sarah Gozin | 8 augustus 2021                  | 4,26                   |
| 5          | Sophie Knows         | Dries Vos | Matt Baker & Malin-Sarah Gozin | 15 augustus 2021                 | 4,13                   |
| 6          | The Dutiful Child    | Dries Vos | Matt Baker & Malin-Sarah Gozin | 22 augustus 2021                 | 3,88                   |

## Seizoen 2
| Aflevering | Titel             | Regisseur | Schrijver                      | Uitzenddatum Verenigd Koninkrijk | Kijkers VK x 1 miljoen |
| ---------- | ----------------- | --------- | ------------------------------ | -------------------------------- | ---------------------- |
| 1          | Ring of Fire      | Dries Vos | Matt Baker & Malin-Sarah Gozin | 16 september 2022                | 3,40                   |
| 2          | The Mask Murders  | Dries Vos | Matt Baker & Malin-Sarah Gozin | 23 september 2022                | 2,92                   |
| 3          | The Family        | Dries Vos | Matt Baker & Malin-Sarah Gozin | 30 september 2022                | 3,16                   |
| 4          | DNA Of A Murderer | Dries Vos | Matt Baker & Malin-Sarah Gozin | 14 oktober 2022                  | 2,98                   |
| 5          | The Trial         | Dries Vos | Matt Baker & Malin-Sarah Gozin | 21 oktober 2022                  | 3,01                   |
| 6          | Swansong          | Dries Vos | Matt Baker & Malin-Sarah Gozin | 28 oktober 2022                  | <(2,92)                |

## Seizoen 3
| Aflevering | Titel                   | Regisseur | Schrijver     | Uitzenddatum Verenigd Koninkrijk | Kijkers VK x 1 miljoen |
| ---------- | ----------------------- | --------- | ------------- | -------------------------------- | ---------------------- |
| 1          | Heir to the Throne      | Dries Vos | Stephen Brady | 27 maart 2024                    | 3,45                   |
| 2          | The Perfect Picture     | Dries Vos | Stephen Brady | 3 april 2024                     | 3,17                   |
| 3          | Truth and Justice       | Dries Vos | Stephen Brady | 10 april 2024                    | 3,12                   |
| 4          | A Little Drop of Poison | Dries Vos | Stephen Brady | 17 april 2024                    | 3,04                   |
| 5          | The Conference          | Dries Vos | Stephen Brady | 24 april 2024                    | 3,06                   |
| 6          | Attachment Issues       | Dries Vos | Stephen Brady | 1 mei 2024                       | 3,00                   |